# Сестина, Нейт
Натан Майкл Сестина (англ. Nathan Michael Sestina; род. 12 мая 1997, Сент-Мэрис, штат Пенсильвания, США) — американский профессиональный баскетболист, играющий на позиции тяжёлого форварда.

## Карьера
В старших классах Сестина стал игроком года в школьной конференции с показателями в 22,6 очка и 14 подборов, а выпустился с рекордом школы - 1703 очка и 955 подборов в общей сумме.
Имея на руках около 12 предложений от колледжей и университетов, Нейт выбрал Бакнеллский университет, став первым спортсменом в своём родном городе с 1970-х годов, пробившимся в первый дивизион NCAA. Но, уже во время четвёртого матча первого сезона за университетскую команду «Бизоны» Сестина получил травму плеча и пропустил весь последовавший год. Оказавшись в таких обстоятельствах, Нейт воспользовался правом провести в студенческой системе 5 лет вместо положенных четырёх. Во время второго сезона он выходил в качестве запасного игрока и за 31 игру набирал среднюю статистику в 4,8 очка и 3,7 подбора. В стартовой пятёрке Сестина начал выходить в сезоне 2018/2019 и продемонстрировал статистику в 15,8 очка - шестой результат в конференции Patriot League и 8,5 подбора - второй результат в конференции, что позволило ему попасть во вторую пятёрку по итогам турнира.

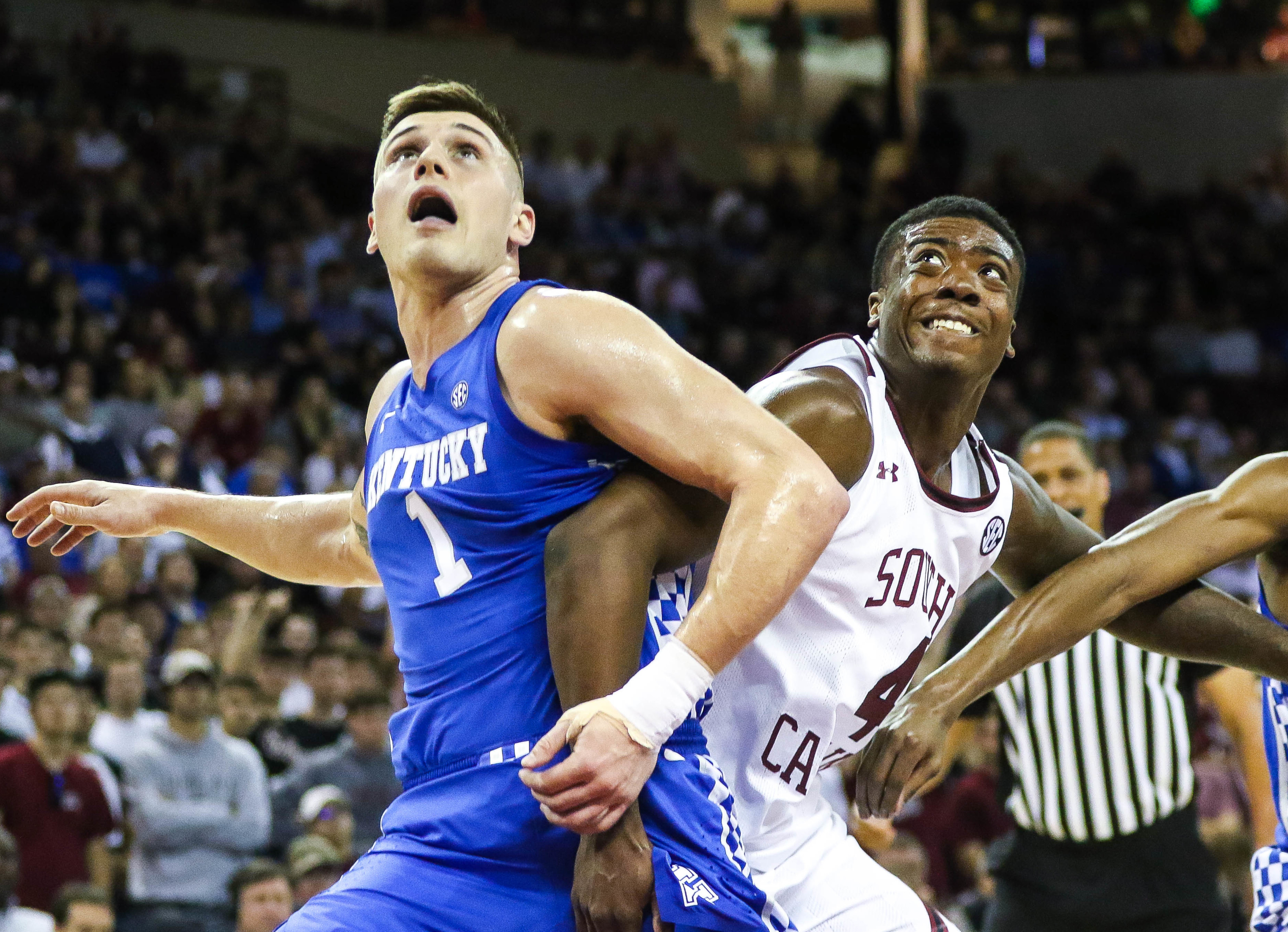
Нейт Сестина в составе команды «Кентукки Уайлдкэтс»

В 2019 году Сестина выставил свою кандидатуру на трансфер, решив провести последний год в другом университете. В итоге Нейт перешёл в Кентуккийский университет, однако по ходу сезона травмировал запястье и не смог показать свою лучшую игру - 5,8 очка и 3,8 подбора.
В октябре 2020 года Сестина подписал контракт с «Нижним Новгородом» до конца 2020 года. Тренерский штаб нижегородского клуба планировал временно заменить Нейтом Люка Петрасека, выбывшего из-за перелома руки на 3 месяца. Краткосрочный контракт устраивал и самого Сестину. Он ждал приглашение в предсезонные лагеря перед стартом чемпионата в НБА, перенесённого на зиму, а до того момента планировал несколько месяцев поиграть в Европе. Первое появления Сестины в составе «Нижнего Новгорода» должно было состояться в конце октября, однако с 21 октября основной состав команды был отправлен на двухнедельный карантин из-за вспышки коронавируса. Всё это время Нейт не имел возможности тренироваться вместе с командой. Учитывая, что срок действия контракта истекает совсем скоро, а на адаптацию к европейскому баскетболу и системе «Нижнего Новгорода» требуется время, клуб принял решение о досрочном прекращении действия контракта.
Не став выбранным на драфте НБА 2020 года, 1 декабря Сестина подписал контракт с «Бруклин Нетс» по схеме Exhibit 10, но 11 декабря «Нетс» приняли решение его отчислить.
В марте 2021 года Сестина перешёл в «Хапоэль» (Холон). В чемпионате Израиля Нейт набирал в среднем 10,4 очка, 3,6 подбора и 0,9 передачи.
В июле 2021 года Сестина стал игроком «Меркезефенди Беледиеси Денизли Баскет».
В сезоне 2022/2023 Сестина выступал за «Тюрк Телеком» с которым стал серебряным призёром Еврокубка. В 22 матчах турнира Нейт набирал 10,4 очка, 4,6 подбора и 1,0 передачи. В 36 матчах чемпионата Турции его статистика составила 10,8 очка, 3,4 подбора и 0,8 передачи.
В июле 2023 года Сестина подписал контракт с «Фенербахче». В составе команды Нейт стал бронзовым призёром Суперкубка Единой лиги ВТБ.

## Достижения
- Серебряный призёр Еврокубка: 2022/2023
- Бронзовый призёр Суперкубка Единой лиги ВТБ: 2023

## Статистика

### Статистика в колледже
| Сезон                                                                                   | Команда  | GP  | GS | MPG  | FG%  | 3P%  | FT%   | RPG | APG | SPG | BPG | PPG  |  |
| --------------------------------------------------------------------------------------- | -------- | --- | -- | ---- | ---- | ---- | ----- | --- | --- | --- | --- | ---- |  |
| 2015/16                                                                                 | Бакнелл  | 4   | 0  | 8,0  | 54,5 | 66,7 | 100,0 | 1,3 | 0,8 | 0,5 | 0,0 | 3,8  |  |
| 2016/17                                                                                 | Бакнелл  | 31  | 0  | 12,0 | 50,8 | 29,2 | 69,6  | 3,7 | 0,4 | 0,2 | 0,5 | 4,8  |  |
| 2017/18                                                                                 | Бакнелл  | 34  | 0  | 14,9 | 56,0 | 34,1 | 74,4  | 3,9 | 0,9 | 0,3 | 0,6 | 6,5  |  |
| 2018/19                                                                                 | Бакнелл  | 31  | 31 | 27,8 | 53,6 | 38,0 | 80,8  | 8,5 | 1,2 | 0,4 | 1,1 | 15,8 |  |
| 2019/20                                                                                 | Кентукки | 28  | 7  | 19,8 | 46,3 | 40,7 | 75,0  | 3,8 | 0,8 | 0,4 | 0,6 | 5,8  |  |
|                                                                                         | Всего    | 128 | 38 | 18,2 | 52,5 | 37,4 | 77,3  | 4,9 | 0,8 | 0,3 | 0,7 | 8,1  |  |
| Наведите курсор мыши на аббревиатуры в заголовке таблицы, чтобы прочесть их расшифровку |          |     |    |      |      |      |       |     |     |     |     |      |  |